# Galerix
Galerix és un gènere extint de mamífers eulipotifles de la família dels erinacèids que visqueren al Vell Món entre l'Oligocè superior i el Pliocè. Se n'han trobat restes fòssils a Alemanya, Algèria, Àustria, Espanya (incloent-hi Catalunya i el País Valencià), França, Grècia, el Kazakhstan, el Marroc, el Pakistan, Portugal, la República Txeca, Rússia, Sèrbia, Suïssa, Turquia i la Xina. El descriptor del gènere, el paleontòleg francès Auguste Pomel, no explicà l'etimologia del nom genèric. El més probable és que sigui una combinació del mot grec γαλῆ (gale), que significa ‘mostela’, i d'una forma abreujada de la paraula llatina ericius, que vol dir ‘eriçó’.